# Адлер, Джулиус Окс
Джулиус Окс Адлер (англ. Julius Ochs Adler; 3 декабря 1892, Чаттануга штат Теннесси, США — 3 октября 1955, Нью-Йорк) — американский издатель, журналист и военачальник, генерал-майор армии США.

## Биография
Еврей. В 1941 окончил Принстонский университет. Работал в газете «The New York Times».
Участник Первой мировой войны. С апреля 1917 года — второй лейтенант, в августе того же года — капитан, позже, майор. Командовал ротой в 306-м стрелковом полку 77-й дивизии США на Западном фронте, участвовал в сражениях в Лотарингии, битве на Марне и Мёз-Аргоннском наступлении в 1918 году.
Был награждён крестом «За выдающиеся заслуги».
В мае 1919 года вернулся в газету, где работал в качестве вице-президента и казначея. С 1935 после смерти своего дяди Адольфа Окса — генеральный директор «The New York Times».
В 1923 получил звание подполковника, в 1930 — полковника резерва вооружённых сил США. В октябре 1940 года Адлер был назначен командиром 113-го стрелкового полка 44-й дивизии (Форт Дикс, штат Нью-Джерси). С июля 1941 года — бригадный генерал, с сентября 1941 года — помощник командира 6-й пехотной дивизии. Участник боевых действий в Новой Гвинее.
В ноябре 1944 года из-за болезни вышел в отставку.
С ноября 1946 года вновь служил в резерве вооружённых сил США, до 1948 год командир 77-й дивизии, с января 1948 года — генерал-майор. В 1949—1951 был президентом Ассоциации старших офицеров резервной армии.
Ю. Адлер — президент и издатель газеты «The Chattanooga Times», генеральный директор «The New York Times» до своей смерти 3 октября 1955 г.
Похоронен на Арлингтонском национальном кладбище.

## Награды
- крест «За выдающиеся заслуги»
- Серебряная звезда (США) с дубовыми листьями
- Орден «Легион почёта»
- медаль «Пурпурное сердце»
- медаль Победы в Первой мировой войне (США)
- медаль Оккупационной армии в Германии
- Памятная медаль обороны Америки
- медаль «За Американскую кампанию»
- медаль «За Азиатско-тихоокеанскую кампанию»
- медаль Победы во Второй мировой войне (США)
- офицер Ордена Почётного легиона (Франция)
- Военный крест 1914—1918 (за участие в Первой мировой войне) (Франция)
- Военный крест почёта (Италия) и другие.